# پاکت (نظامی)

نقشه‌ای از جبهه شرقی در طول نبرد مسکو در جنگ جهانی دوم، که پاکت‌ها یا بخش‌هایی از مقاومت شوروی در برابر پیشروی نازی‌ها را نشان می‌دهد.

پاکت (انگلیسی: Pocket) بخش‌بندی یا بخش نظامی گونه‌ای تاکتیک نظامی در جنگ زمینی است و به محاصره گروهی از نیروهای رزمی گفته می‌شود که توسط نیروهای متخاصم از پایگاه لجستیکی خود و سایر نیروهای خودی جدا شده‌اند. در جنگ‌های متحرک، مانند بلیتس‌کریگ، مناطق برجسته بیشتر به صورت مناطق کوچک جدا می‌شدند که به کانون نبردهای نابودی تبدیل می‌شد.
اصطلاح «پاکت» این مفهوم را القا می‌کند که گرداگرد کردن عمداً توسط نیروهای محاصره‌شده مجاز نبوده است، همانطور که ممکن است هنگام دفاع از یک موقعیت مستحکم، که معمولاً محاصره نظامی نامیده می‌شود، این اتفاق افتاده باشد. این تمایز مشابه تمایزی است که بین درگیری و نبرد تن به تن وجود دارد.
دکترین نظامی شوروی، محاصره نظامی را در اندازه‌های مختلفی تعریف می‌کند که بخش یا پاکت، یکی از انواع این محاصره‌ها است.